# Ангел Куюмджийски
Ангел Куюмджиев e български, испански и американски финансист, банкер, търговец и агент, от еврейски произход.
Няколко пъти променя поданството/гражданството и името си. Освен български е бил също испански и американски поданик/гражданин. Роден е като Рахамим Нисим Куюмджи. Прототип е на главния герой Борис Морев на романа „Тютюн“ на Димитър Димов.

## Биография
Роден е в Самоков през 1886 г. Произхожда от самоковски род на евреи златари. Завършва френското земеделско училище в Смирна, а после работи като учител в Лозарското училище в Плевен. През 1911 г. работи като чиновник в Балканската банка, където попада под крилото на банкера Рихард Фанта.
Стремително забогатява, според някои източници – от валутни спекулации. Посветен е в еврейската масонска организация „Джойнт“.
Заедно със съмишленици основава Франко-белгийска банка, която скоро прераства във Франко-българска банка; става член на управителния съвет на акционерно дружество „Съединени тютюневи фабрики" и на Българското индустриално керамично дружество „Изида" в гр. Елин Пелин, както и подпредседател на акционерно дружество „Орел“, акционер е на параходното дружество, участва в издаването на вестник „Отечество“.
След Първата световна война се завръща в България и предлага планове за излизане на България от следвоенната криза. Добива слава на аферист, който е в основата на най-скандалните сделки, договорености и политически решения.
На 13 юли 1937 г. в София Анжело Куюмджийски предоставя 7 млн. лв., с които учредява „Фондация за подпомагане на бедни студенти“. Желанието му е всяка година с 30 % от приходите да се изпращат на специализация и да се издържат 2 бедни студенти, които са завършили с най-висок успех образованието си в България. Останалите 70 % от приходите пожелава да бъдат предназначени за изхранване на бедни студенти в трапезарията на Студентския дом в София.
В началото на 1940 г. напуска България, като заминава отначало за Париж, а после за Ню Йорк.
Под името Анжело Куюмджийски става полковник от разузнаването на САЩ. През 1943 г. по поръчение на Държавния департамент участва в подготовката на преговори за излизане на Царство България от войната. Участва и в срещата на Тримата големи (Сталин, Рузвелт, Чърчил) в Техеран, в състава на американската делегация.
През 1949 г. Куюмджийски се среща с Иван Михайлов в Италия по инициатива на лидера на ВМРО. Михайлов предлага американското правителство да подкрепи план за създаване на независима Македония под егидата на Обединените нации. Той пише, че Куюмджийски години наред след войната подпомага финансово дейността му като представител на ВМРО.
През 1963 името му се появява в американската преса във връзка с шпионската афера на Иван-Асен Георгиев, с когото провежда две срещи в Париж.
Умира в Далас, Тексас, САЩ на 4 юни 1966 г. Погребан е до съпругата си Анастасия в Детройт.